# Конвенција Савета Европе о борби против трговине људима
Конвенција Савета Европе о борби против трговине људима (енгл. Council of Europe Convention on Action Against Trafficking in Human Beings) сачињена је 16. маја 2005. године у Варшави, представља регионални споразум о људским правима у оквиру међународног права о људским правима Савета Европе.
Донета је у циљу даљег развоја дефиниције трговине људима и побољшања приступа тој појави путем јачања заштитних одредаба Протокола из Палерма. Намера Савета Европе да прошири обим заштите од трговине људима утврђена је у члану 2 Конвенције, који гласи: 
„Ова Конвенција ... се примењује на све облике трговине људима, како националне тако и међународне, без обзира да ли је или није повезана са организованим криминалом.”
Дакле, Конвенција има за циљ да: 
- спречи и сузбије све облике трговине људима, укључујући и сексуалну експлоатацију и присилни рад, било на националном или транснационалном нивоу, било да је повезано са организованим криминалом или не;
- заштити и помогне жртвама и сведоцима трговине људима;
- обезбеди ефикасну истрагу и кривично гоњење и
- промовише међународну сарадњу у борби против трговине људима.

Конвенција посебно захтева мере националне координације, подизање свести, мере за идентификацију и подршку жртвама и „период опоравка и размишљања“ током којег жртве трговине људима неће бити протеране из државе пријема.
Конвенција успоставља механизам за праћење (Група експерата за борбу против трговине људима, или ГРЕТА) који се састоји од 10 до 15 чланова које бирају државе чланице.
Конвенција је отворена за потписивање 16. маја 2005. године, а ступила је на снагу 1. фебруара 2008. године. До октобра 2023. године ратификовало га је 47 европских држава и Израел. Свака држава чланица Савета Европе је ратификовала уговор. Белорусија, држава која није чланица Савета Европе, приступила је конвенцији 2013. године. Конвенција такође подсећа и на Конвенцију Савета Европе о спречавању и борби против насиља над женама и насиља у породици (познатија као Истамбулска конвенција).
У 2021. години објављено је да ће се Израел, држава која није чланица Савета Европе, придружити Конвенцији, што је чини првом земљом ван Европе која се придружила.